# Psalm 49

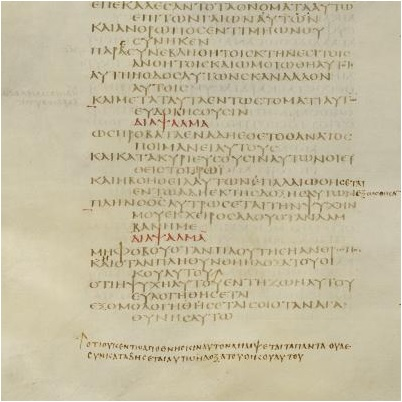
Kodeks Synajski, fragment folio 100 verso z tekstem Ps 49,12–19; wiersz 18. został pominięty przez pierwszego skrybę, ale dodany na marginesie przez korektora

Psalm 49 – jeden z utworów zgromadzonych w biblijnej Księdze Psalmów. Psalm 49 jest zaliczany do dzieł Synów Koracha. W Septuagincie psalm nosi numer 48.

## Treść Psalmu
Ogromna większość psalmów jest adresowana do Boga lub wzywa wyznawców do niesienia Mu uwielbienia. Psalm 49 w znaczący sposób odbiega od tej reguły. Jest tak ponieważ utwór przypomina swoją charakterystyką dzieło z gatunku mądrościowego. Psalmista stara się pouczyć mieszkańców świata (49,2), co „mądrość” ma do powiedzenia na temat stosunków między życiem a śmiercią (49,4). Tekst w wypowiedzi psalmisty wskazuje na to, iż bogactwo nie jest w stanie zapewnić szczęśliwego, bezpiecznego i dostatniego życia, gdyż jest doczesne i przeminie. Towarzyszy ono człowiekowi tylko do śmierci. Treść psalmu nasuwa wyraźnie skojarzenia z Ewangelią Mateusza (Mt 6,24), dotyczącą fragmentu mówiącego o wyborze Boga lub mamony. Można też przyrównać do innych fragmentów Ewangelii Mateusza i Łukasza (Mt 16,26; Łk 12,15–21.25) mówiących o niewielkiej wartości ziemskich bogactw w obliczu nieuchronnej śmierci.

## Struktura Psalmu
Tekst zdaje się być podzielony na dwie części. Pierwsza część, stanowiona przez wiersze 2–13, jest obrazem określającym bogatego głupca, który musi umrzeć. Druga wiersze 14–21 nakreśla obraz pobożnego mędrca, który nie musi się obawiać o swoje życie.

## Teologiczne przesłanie psalmu
Autor mówi o "ocaleniu od śmierci" i tym samym zdaje się wierzyć, iż Bóg posiada moc wyrwania go z szeolu. Treść wskazuje na to, że ma to być nagroda dla człowieka sprawiedliwego. Teolog Kathleen Farmer uważa, iż może to być wyraz przekonań szaleńca. W starożytnym Izraelu, gdy Bóg zabierał swoje tchnienie życia (nefesz), człowiek trafiał do szeolu, skąd nie było drogi ucieczki. Dopiero po okresie niewoli babilońskiej ten pogląd zaczął ewoluować – tam też możemy doszukiwać się źródła późniejszego konfliktu między Faryzeuszami a Saduceuszami o zmartwychwstanie.
Zwrot „pójdzie do grona swych przodków” wykorzystany w wersecie 20a stanowi zamiennik dla zwrotu „kraina umarłych”. Zwrot "nie ujrzy światła" z wersetu 20b mówi o sytuacji w krainie umarłych. Jej antropologiczne odniesienie sprowadza się do aspektu władzy nad człowiekiem.

## Ciekawostki
- Sela – słowo występujące siedemdziesiąt jeden razy w Księdze Psalmów. W psalmie 49 powtarza się dwa razy. Do dziś jego znaczenie nie jest nam znane[5].